# Římskokatolická farnost Olomouc – Nové Sady
Římskokatolická farnost Olomouc – Nové Sady je jedno z územních společenství římských katolíků s farním kostelem sv. Filipa a Jakuba v olomouckém děkanátu olomoucké arcidiecéze.

## Historie farnosti

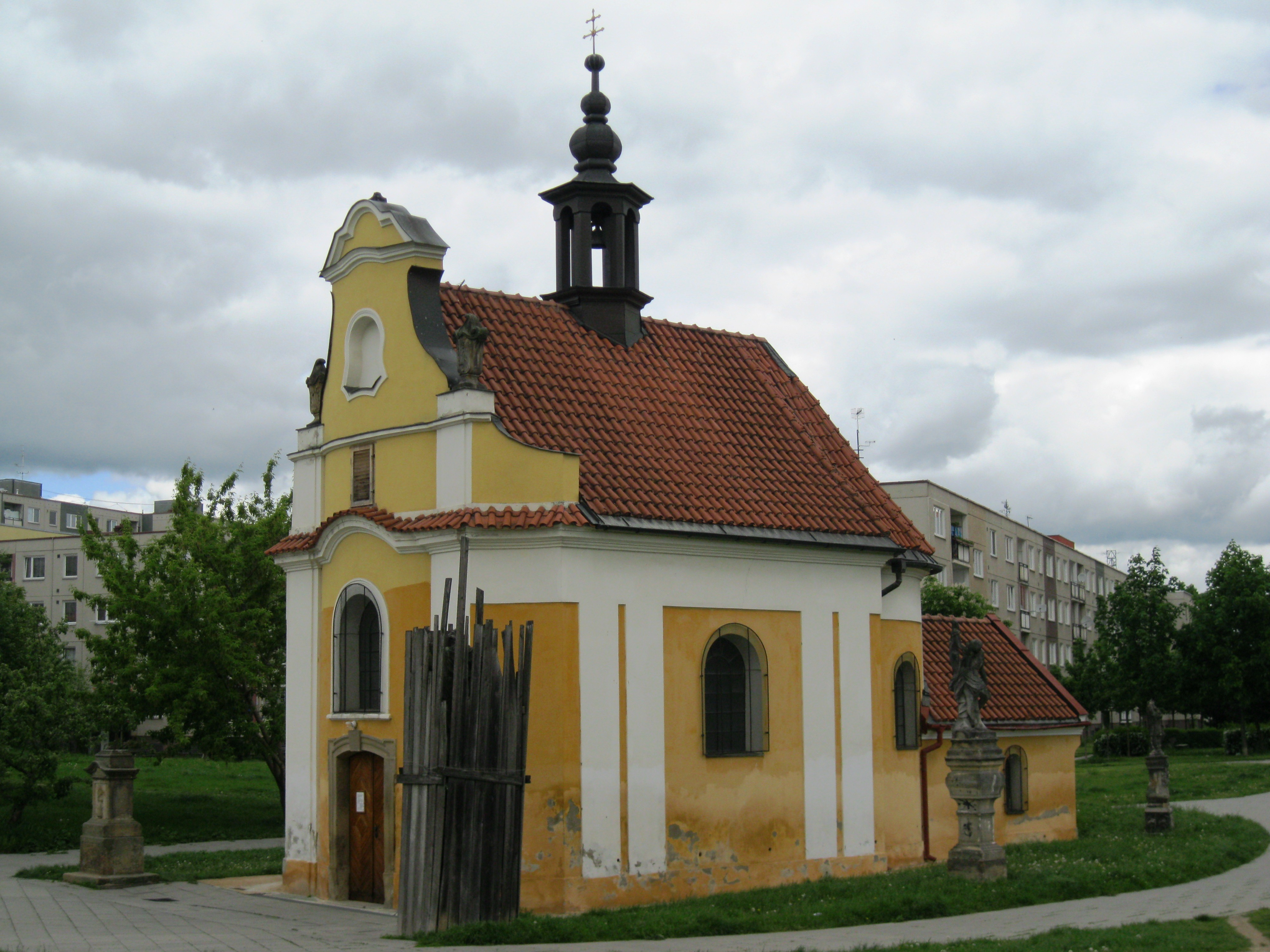
Kaplička Neposkvrněného početí Panny Marie na Rožňavské ulici

Ves byla původně založena městem Olomoucí roku 1314 na pozemcích, které mu daroval král Jan Lucemburský. Od toho také pochází její německý název Neustift. Rozkládala se na jih od Blažejské brány mezi řekou Moravou a již zaniklým potokem Povelka a její obyvatelé, živící se různými řemesly, pěstováním zemědělských plodin a především rybářstvím, byli pokládáni za občany města. Rozvoj osady ale přerušila výstavba olomoucké pevnosti, všechny domy i s kapličkou byly po roce 1757 zbořeny a místní obyvatelé se museli přesídlit asi jeden kilometr jižněji (dnes ulice Střední novosadská a Dolní novosadská), kde si vzhledem k větší vzdálenosti od města v letech 1773–1775 postavili kostel sv. Filipa a Jakuba s vlastním hřbitovem. Nové Sady se díky tomu později staly sídlem nové farnosti, zahrnující též sousední Povel, jenž zůstal na Nové Sady částečně navázán i poté, co se obě vesnice staly po roce 1850 samostatnými politickými obcemi. Nové Sady byly až do roku 1945 vesnicí převážně německou, šlo o součást olomouckého jazykového ostrova.
Nové Sady i Povel původně spadaly pod farní správu olomoucké farnosti sv. Mořice. V roce 1784 byla v Nových Sadech zřízena Náboženským fondem lokálie (lokální kaplanství) s vlastním kaplanem. Na samostatnou farnost byla lokálie povýšena roku 1860.

## Sakrální stavby ve farnosti
- Farní kostel sv. Filipa a Jakuba
- Kaple Neposkvrněného početí Panny Marie na Povelu

## Duchovní správci
Mezi významné duchovní správce v nedávné minulosti (do r. 1988) patřil P. ThDr. et ThLic. Jaromír Tobola, (23. 3. 1916 v Kobylničkách (farnost Myslejovice) - 18. 2. 1988 v Olomouci), arcibiskupský rada a dlouholetá oběť komunistické šikany. 
Od července 2024 je duchovním správcem farnosti P. Mgr. Michal Pořízek, olomoucký děkan.

## Bohoslužby
| Kostel                         | Místo     | Bohoslužba (den) | Hodina | Poznámka     |
| ------------------------------ | --------- | ---------------- | ------ | ------------ |
| sv. Filipa a Jakuba            | Nové Sady | neděle           | 9:35   | farní kostel |
| kaple Neposkvrněného početí PM | Povel     | středa           | 17:15  | kaple        |

## Aktivity ve farnosti
Farnost se pravidelně zapojuje do akce Tříkrálová sbírka. V roce 2018 dosáhl výtěžek sbírky 50 608 korun.